# Ana Claudia de León
Ana Claudia "Chacha" De León, (Sarandí Grande, 31 de mayo de 1972) es una percusionista y música uruguaya de género popular.

## Biografía

### Infancia

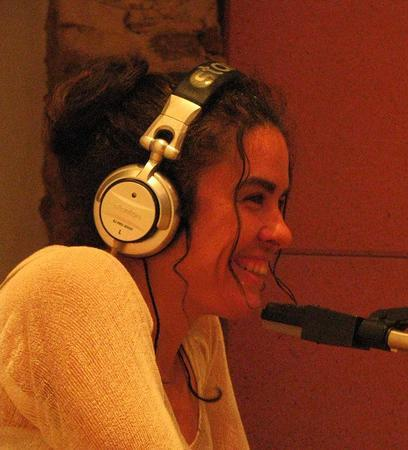
Ana Claudia durante una entrevista

Nació el 31 de mayo de 1972 en la ciudad de Sarandí Grande, departamento de Florida, Uruguay. Desde pequeña comenzó a interesarse por los ritmos de la percusión, pero nunca se lo planteó como forma de vida, hasta que comenzó sus estudios.

### Estudios
Estudió ritmos del Caribe, latinos, africanos, ritmos del Uruguay (candombe y murga) y batería con reconocidos docentes uruguayos e internacionales, tales como Sergio Tulbovitz, Edu "Pitufo" Lombardo, Carlos "boca" Ferreira, Nicolás Arnitcho, Gustavo Etchenique, Ari Corales (Brasil), Yonder Rodríguez y Manuel Rangel (Venezuela), en el instituto Nueva Cultura y Academia Superior de Artes de Bogotá (ASAB - Colombia) y con los maestros Justo Pelladito y Yaroldi Abreu (Cuba).
Así mismo, la "Chacha" realizó reiterados viajes de estudios e investigación sobre ritmos a Colombia, Cuba y Venezuela. Además de su carrera relacionada con la música, es profesora de Educación Física egresada del Instituto Superior de Educación Física (1994), y durante los años 2013 y 2014 curso la diplomatura en Gestión Cultural de la Udelar (Universidad de la República)

### Carrera

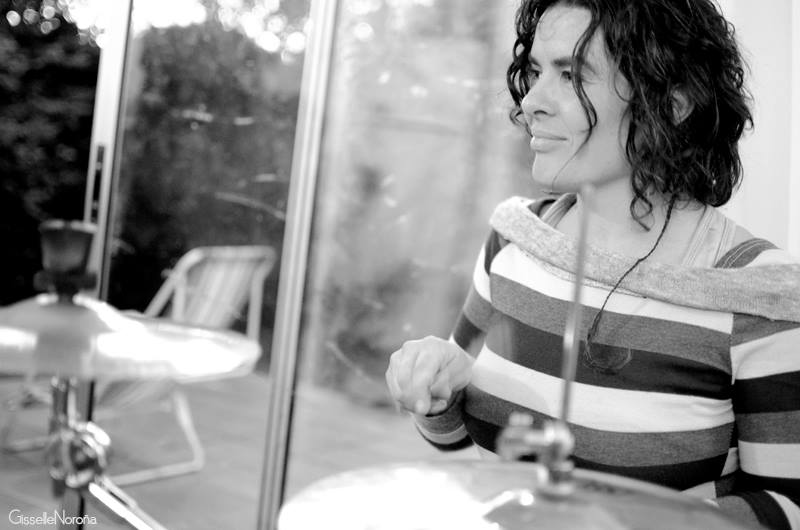
La "Chacha" durante un ensayo

Desde hace 16 años se desarrolla como docente en ritmos y percusión en centros educativos públicos, privados y ONG. También ha dictado talleres sobre ritmos del Uruguay en Venezuela, Colombia, Brasil, Argentina, Chile, México y España.
Entre sus proyectos más destacados se encuentra la participación en presentaciones y grabaciones de Pollo Piriz & Berta Pereira, Silvana Bocage, Julio Brum & los Pájaros Pintados, Jorge Schellemberg, Gabriela Posada, Marcelo Ribeiro, Berta Pereira & las Comadres, Samanta Navarro y La Dulce, Karen Ann & Jorge Galemire y del grupo Son de la Vuelta (Son Cubano).
Durante años estuvo muy involucrada con los grupos Berta Pereira & las Comadres, La Dulce, y los Pájaros Pintados, grupos que han editado sus propios discos. También ha participado en la presentación en carácter de invitada con la banda argentina "Las Taradas" (2015), como jurada en el 13º encuentro de cuerdas de tambores, entre otros. Actualmente es integrante de Los Pájaros Pintados, del proyecto colectivo "La Melaza" (Comparsa) y del grupo “Proyecto Mestizo” sobre cantos y ritmos de América Latina y el Caribe. Además y como nuevo proyecto, es la percusionista de "La Fiera", obra de teatro Argentina que se está presentando en Uruguay (2016).

## Discografía

### con La Dulce
- La Dulce en vivo (Perro Andaluz, 2004)
- Sed (Bizarro Records (2008)

### con Las Comadres
- Comerse una manzana (1995)

### [7]con Los Pájaros Pintados
- De rojo y de gris (2008)